# Canton de Villeneuve-d'Ascq-Nord
Le canton de Villeneuve-d'Ascq-Nord est un ancien canton français, situé dans le département du Nord et la région Nord-Pas-de-Calais.

## Composition
Le canton de Villeneuve-d'Ascq-Nord regroupait une moitié de la commune de Villeneuve-d'Ascq, soit les huit quartiers septentrionaux de la ville : Château, Cousinerie, Flers-Bourg, Flers-Breucq, Pont-de-Bois, Les Prés, Recueil et Sart-Babylone.

## Histoire
Le canton a été créé en 1992 à partir d'une division du canton de Villeneuve-d'Ascq.
| Date d'élection | Identité                   | Parti | Qualité |
| --------------- | -------------------------- | ----- | --- |
| 1992-1998       | Gisèle Olleville-Snauwaert | PS    | Principale de collège Maire-adjoint de Villeneuve-d'Ascq |
| 1998-2015       | Didier Manier              | PS    | Cadre de la fonction publique territoriale Conseiller municipal de Villeneuve-d'Ascq Président du Conseil Général (2014-2015) Elu en 2015 dans le nouveau Canton de Villeneuve-d'Ascq |

## Conseillers généraux de l'ancien canton de Villeneuve d'Ascq (1982 à 1992)
| Période | Période          | Identité               | Étiquette | Qualité |
| ------- | ---------------- | ---------------------- | --------- | --- |
| 1982    | 1989 (démission) | Gérard Caudron         | PS        | Enseignant Député européen (1989-2004) Maire de Villeneuve-d'Ascq (1977-2001 et depuis 2008)                             |
| 1989    | 1992             | Jean-Michel Stievenard | PS        | Docteur en sociologie urbaine Maire de Villeneuve-d'Ascq (2001-2008) Elu en 1994 dans le Canton de Villeneuve-d'Ascq-Sud |

## Démographie
| 1999   | 2006   | 2011   | 2012   |
| ------ | ------ | ------ | ------ |
| 31 811 | 29 225 | 29 549 | 29 307 |